# Cybianthus glaber
Cybianthus glaber A.DC. – gatunek roślin z rodziny pierwiosnkowatych (Primulaceae). Występuje endemicznie w Brazylii – w stanach Tocantins, Bahia, Goiás, Mato Grosso, Minas Gerais, Rio de Janeiro, São Paulo oraz Dystrykcie Federalnym. 

## Morfologia
PokrójZimozielony krzew dorastający do 1–3 m wysokości.
LiścieBlaszka liściowa ma lancetowaty kształt. Mierzy 9–16 cm długości oraz 2,3–4,2 cm szerokości, jest całobrzega, ma zbiegającą po ogonku nasadę i spiczasty wierzchołek. Ogonek liściowy jest owłosiony i ma 4–11 mm długości.
KwiatyObupłciowe, zebrane po 20–30 w gronach wyrastających z kątów pędów. Mają 4 działki kielicha o owalnie trójkątnym kształcie i dorastające do 1 mm długości. Płatki są 4, są owalne i mają zielonobiaławą barwę oraz 2 mm długości.
OwocPestkowce mierzące 4-5 mm średnicy, o niemal kulistym kształcie.